# Amtsgericht Naumburg (Hessen)
Das Amtsgericht Naumburg (bis 1867 Justizamt Naumburg) war ein von 1822 bis 1943, als Zweigstelle bis 1970 bestehendes Gericht der ordentlichen Gerichtsbarkeit mit Sitz in der Stadt Naumburg (Hessen).

## Geschichte
Am 1. Januar 1822 erfolgte durch das Organisations-Edikt vom 29. Juni 1821 eine Reorganisation des kurhessischen Staatsaufbaus, hierdurch wurde aus dem bisherigen Amt Naumburg, das sowohl für die Verwaltung und Rechtsprechung innerhalb seines Bezirks zuständig gewesen war, das Justizamt Naumburg, welches nur noch als Untergericht fungierte. Der Bezirk des Justizamtes Naumburg bestand ebenso wie das vorherige Amt Naumburg aus der Stadt Naumburg und den Dörfern Altendorf, Altenstädt, Balhorn, Elben, Elberberg, Heimarshausen, Merxhausen, Riede und Sand.
Nach der Annexion Kurhessens durch das Königreich Preußen im Deutschen Krieg 1866 wurde im Juni 1867 eine Neuordnung der Gerichtsverfassung im vormaligen Kurfürstentum Hessen verordnet. Die bisherigen Gerichtsstellen wurden aufgehoben und durch Amtsgerichte in erster, Kreisgerichte in zweiter und ein Appellationsgericht in dritter Instanz ersetzt. Infolgedessen wurde das bisherige Justizamt in Amtsgericht Naumburg umbenannt und dem Sprengel des Kreisgerichts Cassel zugewiesen.
Aufgrund des Gerichtsverfassungsgesetzes kam es mit Wirkung vom 1. Oktober 1879 zum Wechsel in den Bezirk des neu errichteten Landgerichts Kassel, am Bezirk des Amtsgerichts selbst änderte sich allerdings nichts.
Im Jahre 1948 verlor das Amtsgericht Naumburg seine Selbständigkeit und wurde zur Zweigstelle des Amtsgerichts Wolfhagen. Am 1. Juli 1970 wurde auch diese Zweigstelle aufgehoben.